# Финале Светског првенства у фудбалу за жене 2019.
Финале Светског првенства у фудбалу за жене 2019. била је фудбалска утакмица која је одредила победника Светског првенства за жене 2019. Било је то осмо финале Светског првенства у фудбалу за жене, четворогодишњег турнира на којем су учествовале женске репрезентације чланица ФИФА. Утакмица је одиграна 7. јула 2019. на стадиону Парк Олимпик Лион у Десен Шарпјеу, предграђу Лиона, у Француској.
У финалу су се бориле Сједињене Државе, бранилац титуле, и Холандија, у свом првом финалу. Сједињене Државе су победиле резултатом 2 : 0, чиме су освојиле другу узастопну и четврту титулу на Светском првенству за жене, уз голове у другом полувремену које су постигле кокапитен Меган Рапино (из пенала) и Роуз Лавел. Њиховом победом, САД су се придружиле Немачкој као други тим који је освојио узастопне титуле. Тренер тима, Џил Елис, постао је први менаџер који је освојио две титуле на Светском првенству за жене, а такође и први у 81 години откако је Виторио Поцо постигао овај резултат на Светском првенству у фудбалу 1934. и 1938. са мушком репрезентацијом Италије.
Сваки финалист је био актуелни шампион своје конфедерације, при чему су САД победиле на женском првенству Конкакафа 2018, а Холандија је освојила УЕФА женско првенство 2017.

## Стадион
Утакмица финала је одржано на Парк Олимпик Лион у Десен Шарпјеу, предграђу Лиона. Током турнира, ФИФА је стадион називала „Стад де Лион”. Стадион има капацитет од 57.900 седећих места и била је домаћин обе полуфиналне утакмице. Стадион је најављен као коначно место када је Француска потврђена као домаћин 19. марта 2015. Са стадионом је званично потврђено да буде домаћин полуфинала и финала у септембру 2017. године. Стадион је домаћа локација Лиге 1 клуба Лион, а био је отворен је у јануару 2016. како би заменио њихов претходни стадион, Стад де Жерлан. Такође је био домаћин неколико утакмица „УЕФА женске Лиге шампиона” где је играо „ЖФК Олимпик Лион”, која је била најуспешнија у европској историји.

## Позадина
Први пут од 2007. и пети пут укупно (заједно са 1991, 1995. и 2003. ), у финалу је наступио европски тим, пошто је континент заузео седам од осам места у четвртфиналу. У претходна два финала су учествовали Јапан и Сједињене Државе.  Утакмица је била прво финале од 1991. године у којем је учествовала екипа из Северне Америке против европске екипе.  Утакмица је такође била прво финале Светског купа за жене или мушкарце у којем су браниоци титуле играли против актуелних европских шампиона.
Утакмица је била рекордно пето финале Светског првенства за жене за Сједињене Државе, које су биле браниоци титуле и рекордни победници такмичења са три титуле. Победили су у инаугурационом финалу 1991. против Норвешке, пре него што су освојили своју другу титулу 1999. као домаћини победивши Кину ПР из пенала. Следећи пут су се појавили у финалу 2011. године, изгубивши на пенале од Јапана, пре него што су обезбедили своју трећу титулу у реваншу против Јапана 2015. године. У претходних седам издања турнира, САД никада нису завршиле ван прва три места. Утакмица је била трећи узастопни наступ у финалу за Сједињене Државе, чиме је постављен рекорд такмичења.
Џил Елис је постала трећа селекторка која је стигла до два финала Светског купа за жене, после Евена Пелеруда са Норвешком (1991. и 1995.) и Норио Сасакија за Јапан (2011. и 2015.), оба са једном победом и једним поразом у финалу. Са њеном колегиницом Сарином Вигман, меч је био друго финале у којем оба тима имају женског тренера, након меча између Тине Теуне из Немачке и Марике Домански-Лифорс из Шведске 2003. године.
Утакмица је била прво финале Светског купа за жене за репрезентацију Холандију у њиховом другом наступу на финалним турнирима Светског првенства. Биле су четврта европска земља (после Немачке, Норвешке и Шведске) и укупно осма која је стигла до финала Светског првенства за жене, и прва нова финалисткиња од Јапана 2011. године. У Холандији је био само претходни наступ на турниру, 2015. године, елиминисани су у осмини финала од браниоца титуле и евентуалног другопласираног Јапана.
Утакмица је била осми сусрет између Сједињених Држава и Холандије и прва такмичарска утакмица, јер су све претходне утакмице биле пријатељске. Стране су се први пут састале 1991. године, у тој утакмици Холандија је победила резултатом 4 : 3, али су САД победиле у свих шест наредних сусрета, последњи пут 3 : 1 у септембру 2016. године.

## Пут до финала
| Pos | Тим              | О | Бод. |
| --- | ---------------- | - | ---- |
| 1   | Сједињене Државе | 3 | 9    |
| 2   | Шведска          | 3 | 6    |
| 3   | Чиле             | 3 | 3    |
| 4   | Тајланд          | 3 | 0    |

| Pos | Тим         | О | Бод. |
| --- | ----------- | - | ---- |
| 1   | Холандија   | 3 | 9    |
| 2   | Канада      | 3 | 6    |
| 3   | Камерун     | 3 | 3    |
| 4   | Нови Зеланд | 3 | 0    |

### Лопта
Званична меч лопта за финале била је Адидас Триколор 19, представљена за нокаут фазу као варијанта „Конект 19” у црвеној боји. Лопта је имала плаво-црвену графику грешака и одаје почаст оригиналном Адидас Триколору, који је уведен за Светско првенство 1998. године, на којем је Француска по први пут победила на домаћем терену.

### Резиме утакмице
Сједињене Државе су извеле своје необичан састав 4–3–3 које је користила Џил Елис током турнира, укључујући Меган Рапиное, капитена САД за меч, након њене повреде која јој је спречила да стартује у полуфиналу. Лике Мартенс се вратила у стартну поставу Холандије, док је Шанис ван де Санден остала на клупи. Утакмица је почела у 17:00 на температури од 31 °Ц (88 °Ф), што је било ниже од ранијих прогноза за текући континентални топлотни талас. Утакмици је присуствовало 57.900 гледалаца, укључујући велики број америчких навијача и трибина холандских навијача организована иза једног од голова. Француски председник Емануел Макрон, холандски монарх Вилем-Александар и неколико професионалних фудбалера и фудбалера такође су били међу присутнима.
Сједињене Државе су започеле неколико напада на почетку меча, али нису успеле да постигну гол у првих дванаест минута као у претходних шест мечева. Две стране су размењивале фаулове, укључујући и онај који је донео Шериди Шпиц жути картон у десетом минуту, али су САД остале у контроли поседа лопте и имале су неколико шанси ка голу. Холандски голман и капитен Сари ван Венендал је имала неколико успешних одбрана и тако сачувала свој гол, укључујући два ударца пре полувремена Сем Мјуис и Алекс Морган. Фаул над Роуз Лавелом на врху шеснаестерца остао је недосуђен, што је омогућило Холанђанкама да изведу контранапад који се завршио фаулом америчке дефанзивке Еби Далкемпер, која је зарадила жути картон, због фаула над Линет Беренштајн. У надокнади времена првог полувремена, америчка дефанзивка Кели О'Хара и холандско крило Лике Мартенс сударили су се главама приликом скока у ваздуху, што је резултирало да је О'Хара на полувремену замењена са Али Кригером.
Још један фаул, који је резултирао крвавим посекотом на лицу америчке дефанзивке Беки Зербрун, се десио почетком другог полувремена, док су САД наставиле да имају већину шанси за напад. Холандска дефанзивка Стефани ван дер Храхт је ударила Алекс Морган у раме док је покушавала да контролише лопту у шеснаестерцу, што је остало некажњено све док судија Стефани Фрапарт није досудио пенал после ВАР прегледа. Ван дер Храхт је зарадила жути картон, а пенал је у 61. минуту извела америчка капитенка Меган Рапино, која је оставила Ван Венендала да стоји на њеној линији,пенал је био Рапиноин шести гол на турниру, који јој је донео Златну копачку. То је чини најстаријом играчицом која је постигла гол у финалу Светског првенства за жене.Осам минута касније, Роуз Лавел је постигла други гол у финалу за САД у соло продору кроз одбрану Холандије која се завршила ударцем левом ногом са 17 yd (16 m).
У наставку утакмице иако гуивши са 2 : 0 и даље дајући шансу нападачицама САД, селекторка Холандије је заменила дефанзивца Анук Декер за нападача Шанис ван де Санден и са овом тактиком успела је да стабилише екипу и успели су да изведу неколико опасних контранапада. Голманка Холандије Ван Венендал је имала неколико добрих одбрана да би сачувала свој гол и спречила трећи гол за Сједињене Државе након удараца на гол Алекс Морган, Тоби Хита и Кристал Дана.[105] Рапино је у 79. минуту замењена са Кристен Прес, док је Карли Лојд уведена у последњим минутама продужетка. По завршетку меча, клупа САД је утрчала на терен како би прославила четврту титулу тима на Светском првенству за жене.

### Детаљи
| Сједињене Државе              | 2 : 0    | Холандија |
| ----------------------------- | -------- | --------- |
| Рапино 61’ (пен.) · Лавел 69’ | Извештај |           |

| Сједињене Државе | Холандија |

| GK        | 1  | Алиса Нејхер     |     |     |
| RB        | 5  | Кели О’Хара      |     | 46’ |
| CB        | 7  | Аби Далкемпер    | 42’ |     |
| CB        | 4  | Беки Сауербран   |     |     |
| LB        | 19 | Кристал Дан      |     |     |
| CM        | 3  | Сем Мевис        |     |     |
| CM        | 8  | Џули Ерц         |     |     |
| CM        | 16 | Роуз Лавел       |     |     |
| RF        | 17 | Тобин Хит        |     | 87’ |
| CF        | 13 | Алекс Морган     |     |     |
| LF        | 15 | Меган Рапино (c) |     | 79’ |
| Замене:   |    |                  |     |     |
| DF        | 11 | Али Кригер       |     | 46’ |
| FW        | 23 | Кристен Прес     |     | 79’ |
| FW        | 10 | Карли Лојд       |     | 87’ |
| Селектор: |    |                  |     |     |
| Џил Елис  |    |                  |     |     |

| GK            | 1  | Сари ван Ведендал (c) |     |     |
| RB            | 2  | Десире ван Лунтерн    |     |     |
| CB            | 6  | Анук Декер            |     | 73’ |
| CB            | 3  | Стефани ван дер Храхт | 60’ |     |
| LB            | 20 | Доминик Јансен        |     |     |
| CM            | 14 | Џеки Хруне            |     |     |
| CM            | 10 | Данијел ван де Донк   |     |     |
| CM            | 8  | Шерида Спице          | 10’ |     |
| RF            | 21 | Линет Биренстајн      |     |     |
| CF            | 9  | Вивијане Мидема       |     |     |
| LF            | 11 | Лике Мартенс          |     | 70’ |
| Замене:       |    |                       |     |     |
| MF            | 19 | Џил Рорд              |     | 70’ |
| FW            | 7  | Шанис ван де Санден   |     | 73’ |
| Селектор:     |    |                       |     |     |
| Сарина Вигман |    |                       |     |     |

| Играчица утакмице: Меган Рапино (Сједињене Државе) Помоћне судије: Мануела Николози (Француска) Мишел О'Нил(Р. Ирска) Четврти судија: Клаудија Умперез (Уругвај) Пети судија: Лусијана Маскарања (Уругвај) Видео асистент: Карлос дел Серо Гранде (Шпанија) Помоћник видео асистента: Хозе Марија Мартинез (Шпанија) Маријана де Алмеида (Аргентина) | Правила - 90 минута. - 30 минута продужеци ако је потребно. - Извођење једанаестераца ако су резултати и даље нерешени. - Дванаест именованих подобних замена. - Највише три замене. |

### Статистика утакмице
| Статистика            | Сједињене Државе | Холандија |
| --------------------- | ---------------- | --------- |
| Голова дато           | 0                | 0         |
| Укупно удараца        | 5                | 2         |
| Удараца на гол        | 4                | 0         |
| Одбрана               | 0                | 4         |
| Посед лопте           | 53%              | 47%       |
| Удараца са угла       | 5                | 2         |
| Прекршаја             | 4                | 3         |
| Недозвољених позиција | 1                | 1         |
| Жутих картона         | 1                | 1         |
| Црвених картона       | 0                | 0         |

| Статистика            | Сједињене Државе | Холандија |
| --------------------- | ---------------- | --------- |
| Голова дато           | 2                | 0         |
| Укупно удараца        | 12               | 4         |
| Удараца у гол         | 5                | 1         |
| Одбрана               | 1                | 3         |
| Посед лопте           | 53%              | 47%       |
| Удараца са угла       | 3                | 0         |
| Прекршаја             | 5                | 4         |
| Недозвољених позиција | 2                | 0         |
| Жутих картона         | 0                | 1         |
| Црвених картона       | 0                | 0         |

| Статистика            | Сједињене Државе | Холандија |
| --------------------- | ---------------- | --------- |
| Голова дато           | 2                | 0         |
| Укупно удараца        | 17               | 6         |
| Удараца на гол        | 9                | 1         |
| Одбрана               | 1                | 7         |
| Посед лопте           | 53%              | 47%       |
| Удараца са угла       | 8                | 2         |
| Прекршаја             | 9                | 7         |
| Недозвољених позиција | 3                | 1         |
| Жутих картона         | 1                | 2         |
| Црвених картона       | 0                | 0         |